# Il cielo in una stanza (album Mina)
Il cielo in una stanza è il secondo album in studio della cantante italiana Mina, pubblicato dall'etichetta Italdisc e distribuito nel giugno del 1960.

## Storia
Contiene canzoni edite precedentemente su singoli o su EP durante lo stesso anno, eccetto l'inedito Ho paura pubblicato poi su 45 a ottobre 1960. Come consuetudine, questo viene considerato un album in studio e non una compilation, come tra l'altro indicato anche nella discografia presente nel suo sito ufficiale.
Ristampato su CD la prima volta dalla Raro! Records nel 1992 (526 877-2), è stato poi inserito in un cofanetto a edizione limitata (74321-10026-2) insieme al precedente e al successivo, allegando le riproduzioni delle copertine originali dei tre LP.
Nel 2009 è stato rimasterizzato su vinile da 180 grammi da Italdisc, Carosello Records e Halidon (catalogo HCLP 07 per tutte le etichette). In questa edizione la confezione presenta la riproduzione in miniatura della copertina originale.
Arrangiamenti, orchestra e direzione d'orchestra di Tony De Vita in tutte le canzoni, tranne Un piccolo raggio di luna di Giulio Libano.

## Brani
Le durate sull'album sono leggermente inferiori a quelle effettive dei singoli, questo per far entrare 6 canzoni nei circa 15 minuti di musica per lato previsti dal supporto LP.
- Il cielo in una stanza

La versione inserita è quella del singolo originale (1:59), cronologicamente la prima incisa. La seconda, più lunga (2:54) denominata extended, si trova sul singolo Il cielo in una stanza/Stranger Boy pubblicato nel 1965 e nelle raccolte Mina Gold, 1998 e Ritratto: I singoli Vol. 1, 2010. A parte questi supporti, tutti gli altri utilizzano la versione corta.
- Personalità

Cover in italiano del brano originale Personality inciso da Lloyd Price nel 1959, pubblicata da Mina anche sul flexi-disc allegato alla rivista Il Musichiere N° 78 del 30 giugno 1960 (The Red Record N. 20067).
- Rossetto sul colletto

Cover in italiano del brano originale Lipstick on Your Collar inciso da Connie Francis nel 1959, pubblicata da Mina anche sul flexi-disc allegato alla rivista Il Musichiere N° 96 del 29 ottobre 1960 (The Red Record N. 20086).
Nel 2010 tutti i brani dei singoli ufficiali presenti nella discografia italiana sono stati raccolti in un'antologia in due volumi, ciascuno composto da tre CD; le canzoni di questo album sono contenute in Ritratto: I singoli Vol. 1 eccetto Personalità e Rossetto sul colletto inserite come tracce bonus nel terzo CD del secondo volume.

## Tracce
Lato A
1. Il cielo in una stanza – 1:59 (Gino Paoli; edizioni musicali Fama)
2. Pesci rossi – 2:20 (Tony De Vita; edizioni musicali Curci)
3. Briciole di baci – 2:33 (testo: Mogol – musica: Carlo Donida; edizioni musicali R.R.R.)
4. Ho paura – 3:03 (testo: Pino Donaggio, Bruno Pallesi – musica: Pino Donaggio; edizioni musicali Accordo)
5. Personalità (Personality) – 2:27 (testo: Giuseppe Perotti – musica: Lloyd Price, Harold Logan; edizioni musicali Mondia)
6. La nonna Magdalena – 2:05 (testo: Nicola Salerno, Vito Pallavicini – musica: Pino Massara; edizioni musicali S. Cecilia)

Lato B
1. Coriandoli – 3:10 (testo: Leo Chiosso – musica: Roberto Livraghi; edizioni musicali Tiber)
2. Una zebra a pois – 3:22 (testo: Lelio Luttazzi, Dino Verde, Marcello Ciorciolini – musica: Lelio Luttazzi; edizioni musicali Suvini-Zerboni)
3. Invoco te – 3:03 (testo: Gian Carlo Testoni – musica: Glauco Masetti, Tony De Vita; edizioni musicali Accordo)
4. Rossetto sul colletto (Lipstick on Your Collar) – 1:30 (testo: Elvia Figliuolo – musica: George Goehring; edizioni musicali Francis Day)
5. Serafino campanaro – 2:07 (testo: Nicola Salerno – musica: Mansueto De Ponti; edizioni musicali S. Cecilia)
6. Un piccolo raggio di luna – 2:19 (testo: Nicola Salerno – musica: Berto Pisano; edizioni musicali S. Cecilia)

### Edizioni estere
L'album (Philips P 13939 L), pubblicato in Argentina e Perù, ha brani e copertina identici all'edizione italiana; soltanto i titoli sul vinile e sul retro di copertina sono tradotti in spagnolo.
L'analoga versione commercializzata in Brasile (Philips SLP-9121) ha copertina diversa, col dettaglio di una http://minamazzinimedia-4b71.kxcdn.com/m/disco/800x800/MH_111_010.jpg degli anni '60, usata dall'Italdisc su diversi singoli.

Lato A
1. Un cielo para los dos
2. Peces Rojos
3. Pedacitos de besos
4. Tengo Miedo
5. Personalidad
6. La abuela Magdalena

Lato B
1. Coriandros
2. Una cebra a lunares
3. Te invoco
4. Rouge sobre el cuello
5. Serafino Campanaro
6. Pequeño rayo de luna

## Classifiche
Il cielo in una stanza debutta, come fece Tintarella di luna, in Top 10 al 9º posto il 24 settembre. Alla nona settimana di presenza, raggiunge il primo posto che manterrà per 7 settimane consecutive. L'album rimane 27 settimane in Top 10 sino al 25 marzo 1961.
| Classifica (1960) | Posizione massima |
| ----------------- | ----------------- |
| Italia            | 1                 |